# Embrunman
Vous lisez un « bon article » labellisé en 2016.
L'Embrunman, anciennement connu sous l'orthographe d'Embrun Man (prononcé /ɑ̃.bʁœ̃mæn/), est un triathlon très longue distance (XXL) qui se court autour d'Embrun, dans les Hautes-Alpes, en France. Les triathlètes doivent y enchaîner 3,8 km de natation, 188 km de vélo avec un passage au col d'Izoard et un marathon (42 km de course à pied) avant de franchir la ligne d'arrivée, ce qui représente une distance totale de 232 kilomètres. L'épreuve, par les dénivelés qu'elle propose, tant dans sa partie cyclisme (3 600 m) que course à pied (600 m), est réputée pour être l'une des plus difficiles au monde.
Créé en 1984 comme une épreuve sur courte distance, le triathlon d'Embrun évolue jusqu'en 1990 où il prend le format d'un triathlon des montagnes sur distance Ironman. C'est après le triathlon international de Nice la plus ancienne compétition internationale très longue distance de France. Depuis sa création, l'épreuve se déroule traditionnellement le 15 août. Elle est organisée par l'association à but non lucratif « Embrun Man Organisation », présidée par Gérald Iacono et en partenariat avec la ville d'Embrun. Elle attire chaque année de nombreux triathlètes professionnels et amateurs, nationaux et internationaux. La 30e édition en 2013 marque la fin d'une époque et la signature d'accords de co-organisation avec la Fédération française de triathlon (FFTri) en 2014 abandonnés en 2018 puis en se rapprochant du groupe d’évènement sportif Amaury Sport Organisation pour finir en reprenant une organisation autonome en 2019.
Autour de cette épreuve hors normes, plusieurs autres compétitions de triathlon, de duathlon et de sports enchaînés sont organisées et proposent un ensemble de courses sur courtes distances qui servent régulièrement de support à l'attribution de titres nationaux ou internationaux.

## Histoire

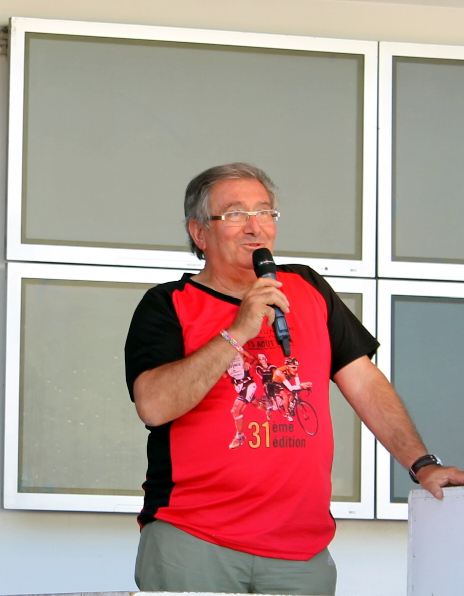
Gérald Iacono en 2014, président d'Embrun Man Organisation.

Créé en 1984 par un jeune instituteur Jean-François Bonnet, à la suite d'une rencontre avec Gérard Honnorat et dans l’idéal premier de faire connaître la ville d'Embrun, le triathlon d'Embrun se développe tout d'abord sous l'égide du club d'athlétisme de Digne-les-Bains. Gérald Iacono est le sponsor de cette première édition. La course évolue pendant six ans avant de voir en 1990 son tracé actuel devenir celui d'une épreuve de triathlon sur distance XXL (équivalente de l'Ironman), parmi les triathlons les plus durs et les plus réputés au monde,, l'épreuve s'inscrivant dans le milieu montagnard lui attribuant un caractère de magnificence. En 1993, devant le succès grandissant, Gérald Iacono crée « Embrun Man Organisation » sous la forme d'une association à but non lucratif et développe l'épreuve phare qu'est l'Embrunman, en partenariat avec les institutions locales et la Fédération française de triathlon (FFTri). Si l'épreuve connaît au travers de ses éditions successives un succès grandissant, elle traverse aussi des périodes de tensions financières et humaines qui ont parfois mis en cause sa continuité. Une fois passées ces difficultés, d'autres formats ont pris place autour de l'épreuve XXL, créant un ensemble de compétitions nationales et internationales, mais aussi éducatives ou de découverte des sports combinés et enchaînés.

### 1984-1989: naissance et évolution
La première édition, qui s'est tenue le 19 août 1984, est une esquisse de ce qui deviendra un mythe. Elle se déroule sur 750 m de natation, 30 km de vélo et 10 km de course à pied. Sur ce premier tracé figure déjà la côte de Chalvet, que les concurrents devaient emprunter deux fois et que les triathlètes, aujourd'hui encore, appellent « la Bête ». 80 participants prennent part à cette première édition et Gérard Honnorat devient le premier « Embrunman » dans cette version ancestrale de la compétition. La compétition voit le jour deux ans après la création du triathlon international de Nice en 1982, première et plus ancienne compétition longue distance de France.
Dès 1985, la Conadet, ancêtre de la FFTri, décide de confier l'organisation du championnat de France moyenne distance de triathlon au club d'Embrun. Le tracé est adapté en allongeant les distances à 1 500 m de natation, 70 km de vélo et 21 km de course à pied sur un circuit difficile. L'organisation et l'épreuve sont des succès, 280 triathlètes participent à cette édition, encadrés par 200 bénévoles et un public estimé à 20 000 spectateurs. Ces données laissent entrevoir l'objectif des organisateurs : créer un triathlon très longue distance dans le sillage de ceux de Nice ou d'Hawaï. Odile Lagarde devient cette année la première « Embrunwoman ».

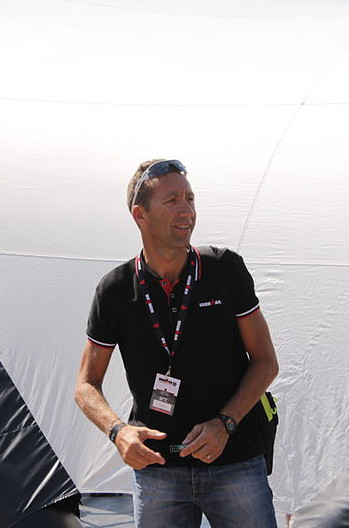
Yves Cordier en 2015, quintuple vainqueur

En 1986, le triathlon d'Embrun passe sur longue distance avec des parcours comparables à celui du triathlon international de Nice, hormis pour la course à pied : 4 km de natation, 131,5 km de vélo et 42,2 km de course à pied (au lieu de 30 km). À cette époque, le triathlon d'Embrun s'affirme alors comme le triathlon toutes catégories confondues le plus difficile au monde. Il attire les plus grands triathlètes français tels qu'Yves Cordier, champion d’Europe et de France, ou l'Allemand Dirk Aschmoneit, spécialiste des longues distances, qui remporte cette édition. Nadia Cédolin succède à Odile Lagarde pour les féminines.
En 1987, l'épreuve fait un dernier pas vers la très longue distance, en portant ses tracés à 5 000 mètres de natation, 180 km de vélo et 42,195 km de course à pied et en adoptant un dénivelé plus important : 2 600 mètres pour le parcours cycliste et 400 mètres pour le marathon. Les triathlètes et les médias confirment, avec ce nouveau parcours à la difficulté accrue, le titre de « triathlon le plus dur du monde » à l'Embrunman. Malgré des conditions atmosphériques où sept heures de pluie seront suivies d'un soleil de plomb, 165 concurrents encadrés par 480 bénévoles prennent le départ. Aucun dommage n'est constaté sur le plan médical et c'est Yves Cordier qui remporte la première de ses cinq victoires sur cette compétition. Rita Keitmann est la première féminine allemande à inscrire son nom au palmarès.
1988 voit la création d'un triathlon courte distance qui s'ajoute au triathlon très longue distance et implique la refonte de l'organisation. 270 concurrents, 600 bénévoles et 40 000 spectateurs participent à la manifestation. Cette nouveauté donne à l'Embrunman un retentissement national et international, avec la présence et la couverture  des grands médias français, nationaux et régionaux, tels que TF1, Antenne 2, France 3, France Info ou encore RMC. Yves Cordier renouvelle son exploit de 1987 et emporte son second titre. La française Chantal Malherbe monte sur la première marche du podium en 13 h 14 min 24 s.
L'édition 1989 voit le parcours natation diminué à 3 800 mètres à la suite de la modification du cahier des charges de la FFtri. Le triathlon très longue distance d'Embrun a dès lors la distance Ironman. Pour cause de championnat du monde organisé le 6 août à Avignon, l'épreuve est avancée d'un mois, et si le nombre de concurrents et de spectateurs reste identique, la manifestation peine à trouver pour cette édition un équilibre financier. L'organisation accusera un déficit de 80 000 francs (plus de 12 100 euros). Le tenant du titre, Yves Cordier, chute dans le parcours vélo, se brise la clavicule et doit abandonner C'est le Danois Gábor Klockl qui remporte cette édition devant le Hollandais Jos Everts.

### 1990: le triathlon XXL des montagnes

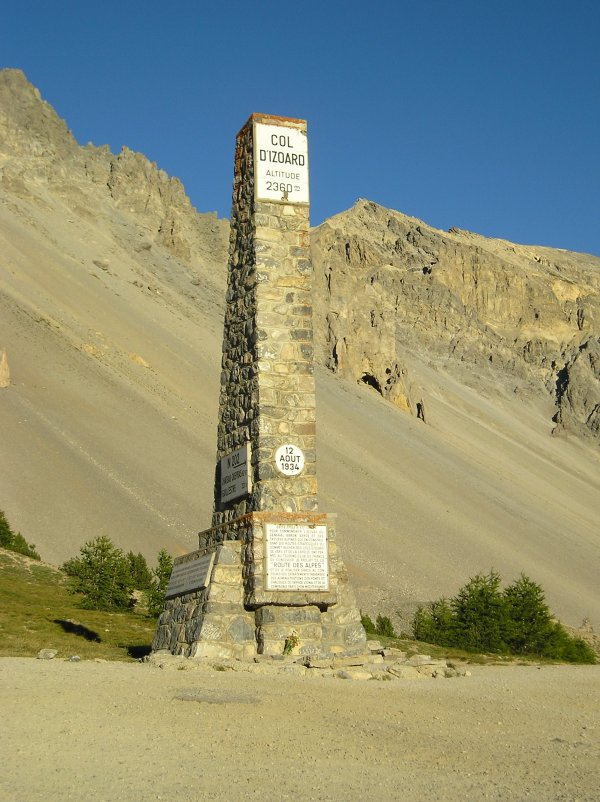
Mémorial au col d'Izoard.

En 1990, l'Embrunman adopte un tracé qui introduit dans la partie vélo, l'ascension du col d'Izoard. Ce nouveau parcours de 186 km, d'une seule boucle, se caractérise par un dénivelé de 3 600 m plus important et prend la dimension d'une étape du Tour de France. Le premier triathlète à franchir l’Izoard est l'Américain Mac Martin. Malgré trois minutes d'avance au départ du marathon, il s'incline au 12e kilomètre devant le Danois Gábor Klockl.
L'accroissement de la difficulté tout comme l'extension du circuit hors de l'Embrunais soulèvent de nombreuses questions tant sur les conséquences physiologiques et physiques pour les triathlètes, que celle des prérogatives de l'organisation hors du secteur d'Embrun. Certains sont pessimistes et pensent que cette décision met la pérennité de l'épreuve en péril. Il n'en est rien, les augmentations des finishers — 72 % contre 50 % en 1989 —, des délégations étrangères, de la couverture médiatique et des spectateurs — près de 100 000 — assurent un succès considérable à cette édition. Le danois Gábor Klock l'emporte pour la deuxième fois en compagnie de la Française Dominique Damiani sur ce nouveau parcours et le mythe s’établit définitivement : l'Embrunman devient un des objectifs majeurs de nombreux triathlètes nationaux et internationaux.

### 1991 - 2011: 20 ans de développement
De nouvelles compétitions de triathlon vont s'adjoindre à l'Embrunman, de 1991 à 1997. 1991 voit la victoire du triathlète américain Scott Molina, vainqueur de l'Ironman d'Hawaï en 1988 et du championnat du monde d'Ironman en 1993. En 1992, l'épreuve sert également de support aux championnats de France longue distance de la fédération française. Le Néerlandais Pin Van den Bos remporte la course, Serge Rivière finit deuxième et premier Français et remporte le titre national. La Française Dominique Damiani qui finit troisième femme devient championne de France.
Pour son dixième anniversaire en 1993, l'épreuve sert de support aux championnats d'Europe longue distance. Le record de participation est porté à 1 500 triathlètes engagés sur les différents formats encadrés par 1 300 bénévoles. Plus de 100 000 spectateurs font d'Embrun l'un des plus grands rassemblements mondiaux de triathlon et des images de l'Embrunman sont télévisées dans une centaine de pays sur cinq continents. Cette même année, Gérald Iacono, devant l'ampleur du développement de la manifestation et pour dégager le club de triathlon local des responsabilités grandissantes de l'organisation, crée « Embrun Man Organisation » sous la forme d'une association à but non lucratif. Cette association assume désormais l'organisation de la manifestation. Les Français Philippe Lie et Anne-Marie Rouchon ajoutent leur nom au palmarès lors de cette édition anniversaire et doublent cette victoire en s'octroyant également les titres de champion et championne d'Europe. Yves Cordier survole l'édition 1994 et remporte son 3e titre, en compagnie de l’Australienne Gayle Watson qui inscrit son nom au palmarès. 1 200 triathlètes prennent le départ des différents formats sous un soleil éclatant.
En 1998, seule l’épreuve XXL est organisée et de 1999 à 2003 l'Embrunman s'installe dans le paysage des triathlons XXL internationaux. Yves Cordier en 1999 ajoute une cinquième victoire sur l'Embrunman à son palmarès, établissant le record de victoires sur cette compétition. En 2001 l'Espagnol Félix Rubio Martínez fait tomber le record de l'épreuve en dessous de la barre des dix heures, en 9 h 57 min 37 s, tandis qu'Isabelle Mouthon et sa sœur jumelle Béatrice se classent aux deux premières places du tableau féminin. En 2002, Yves Cordier, qui grâce à ses victoires représente le plus haut niveau du triathlon français de ces années-là, tire sa révérence sur un dernier podium,.
Si l'édition 2004 connaît une organisation laborieuse et manque d'être annulée face aux problèmes d'effectifs de gendarmerie qui assurent la sécurité des parcours, de 2005 à 2012, les triathlètes du monde entier viennent s'affronter sur l'épreuve-reine. En 2008, lors de la 25e édition de l'épreuve, la concurrence des Jeux olympiques de Pékin n'entame pas la progression de la participation et l'Embrunman enregistre un nouveau record de participation avec 1 260 inscrits. Malgré une météo exécrable la course est maintenue; elle enregistre plus de 110 abandons dans la descente de l'Izoard. Les conditions qualifiées de « dantesques » par les commentateurs n'empêchent pas le Français Xavier Le Floch de remporter pour la première fois l'épreuve. Pour les féminines, la Britannique Bella Bayliss Commerford monte sur la 1re marche du podium pour la seconde fois.

L'édition 2010 voit le jumelage de la ville d'Embrun avec l’île thaïlandaise de Ko Samuï et la création d'un triathlon longue distance sur cette île. L'épreuve 2011 est marquée par un nouveau record, le Français Hervé Faure réduisant ce dernier à 9 h 34 min 10 s, ainsi que par la première victoire d'une jeune triathlète française entraînée et managée par Yves Cordier, Jeanne Collonge.

### 2013:30eédition
La 30e édition des triathlons internationaux d'Embrun s'étale sur cinq jours. Autour du traditionnel Embrunman remporté par l'Espagnol Marcel Zamora Pérez pour la quatrième fois et par la Française Jeanne Collonge pour la deuxième, qui établit à cette occasion le record féminin pour la première fois sous la barre des onze heures en 10 h 56 min 43 s, l'édition anniversaire de l'année 2013 voit aussi l'organisation de plusieurs compétitions sur différents formats. Triathlon M (courte distance) : 1,5 km de natation, 43,5 km de vélo, 10 km de course à pied, triathlon S (sprint) : 750 m de natation, 18 km de vélo, 5 km de course à pied, aquathlon : 1 km de natation, 5 km de course à pied, duathlon S : 5 km de course à pied, 19,1 km de vélo, 2,5 km de course à pied, run & bike : 22,5 km réalisés par équipe de deux concurrents avec un seul vélo pour un dénivelé total de 730 m et triathlon Avenir : réservé aux poussins et mini-poussins, pupilles, benjamins et minimes sur des distances spécifiques à chaque classe d'âge. 3 500 triathlètes, amateurs ou professionnels de poussins à vétérans participent à ces compétitions dont 1 000 inscrits sur le triathlon M et 1 500 sur l'Embrunman.

### 2014: partenariat avec la Fédération française

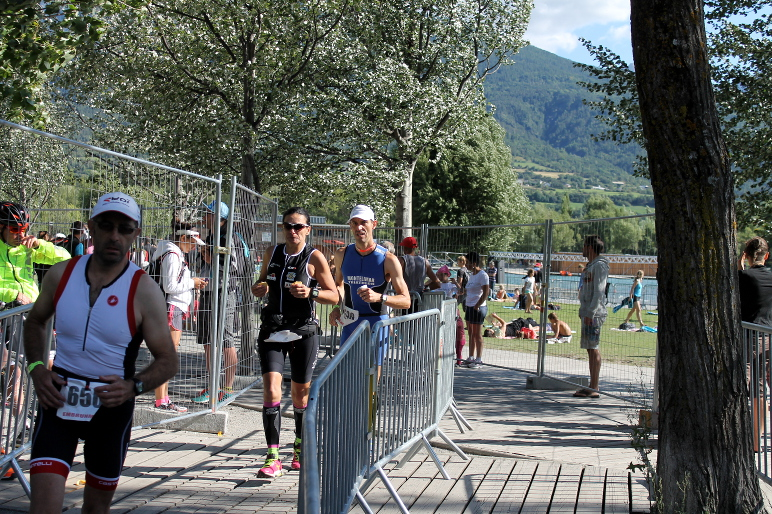
Au second plan, une des 57 féminines de l'Embrunman 2014 pendant le marathon.

En 2014, dans un souci de pérennisation de l’évènement selon les principes qui l'animent depuis sa création et afin d'éviter qu'il ne tombe dans le secteur commercial, la Fédération française de triathlon (FFTri) s'intègre à l'association « Embrun Man Organisation » en tant que membre permanent et président délégué. Une convention est signée entre les deux parties qui prévoit à l'avenir la passation des pouvoirs. Le programme sportif de l'édition 2014 s’étoffe et les spécialistes des courtes distances en « ambassadeurs de l'olympisme » viennent s'associer au « guerrier » de la longue distance pour enrichir le spectacle du triathlon et donnent au rendez-vous annuel des triathlètes un air de véritable festival du triathlon. Cette édition voit 1 174 engagés dont seulement 57 femmes (4,8 % des participants) prendre le départ, malgré un temps froid et venteux qui met à mal les concurrents. L'Espagnol Marcel Zamora Pérez remporte sa cinquième victoire et égale le record d'Yves Cordier. Chez les féminines, c'est Eimear Mullan qui apporte sa première victoire à l'Irlande.
La 32e édition d'août 2015 se déroule sous des conditions climatiques pluvieuses. Elle est remportée par le Croate Andrej Vistica qui s'impose en 9 h 44 min 45 s, devant l'Espagnol Victor Del Corral et le Sud-Africain James Cunnama. Le tenant du titre et quintuple vainqueur qui vise dans cette édition le record du nombre de victoires, l'Espagnol Marcel Zamora, finit à la 5e place. Chez les femmes, c'est la Britannique Emma Pooley qui remporte cette édition en 10 h 57 min 56 s, devant la Française Jeanne Collonge. Après une partie natation mitigée, le Croate a repris la tête de course dans la partie vélo dès le Col d'Izoard. Il remporte la course après un solide marathon en 2 h 53 min 38 s. Emma Pooley, après sa victoire sur le triathlon EDF Alpe d'Huez quelques semaines plus tôt, s'impose en moins de onze heures et devient la seconde féminine après Jeanne Collonge, détentrice du record de temps, à passer sous cette barre.
Cette même année la marque « EMBRUNMAN » est déposée à l'Institut national de la propriété industrielle (INPI) le 23 novembre 2015 par la SAS Triathlon Evenements.

### 2016: nouvelle structure et modification de parcours

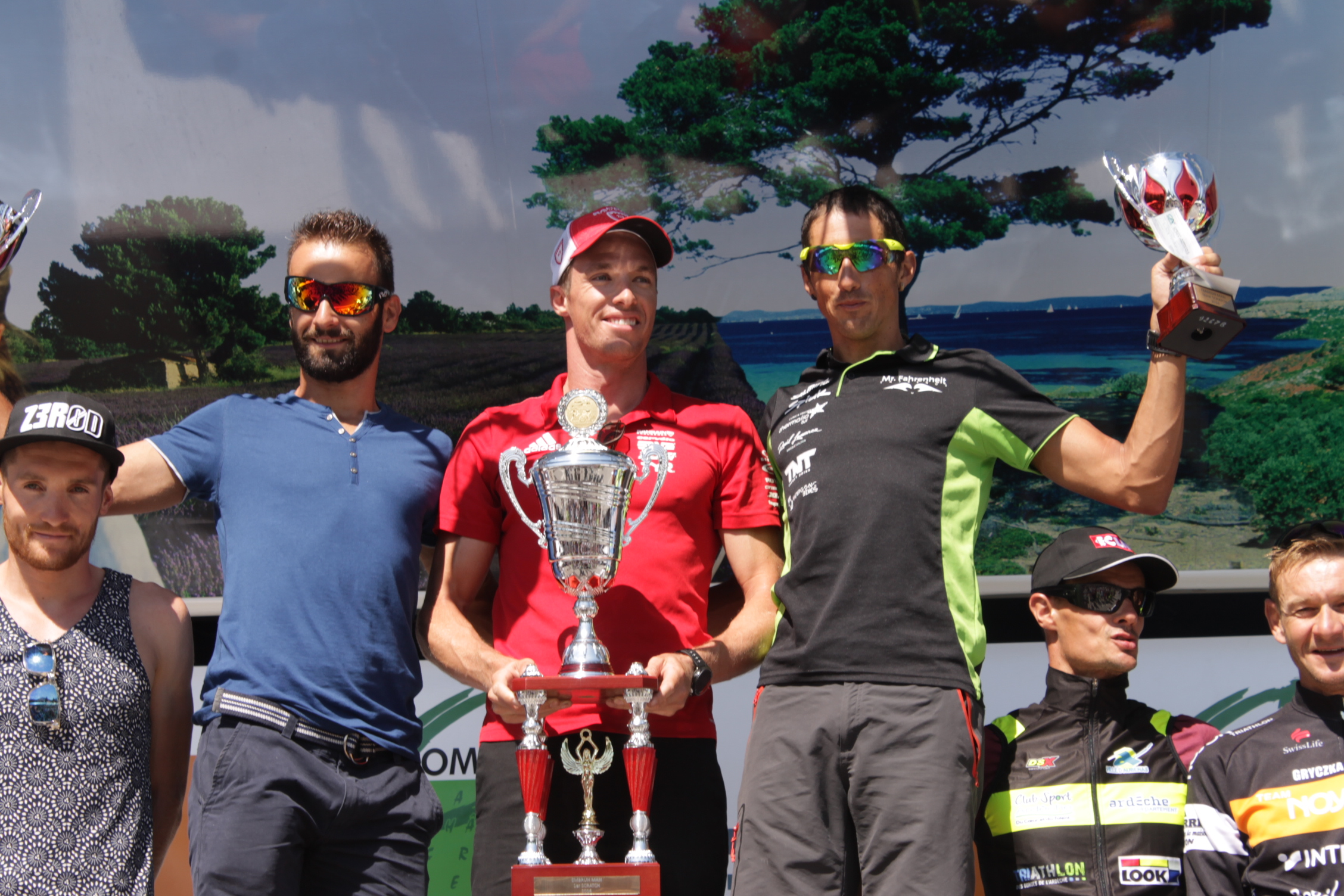
Podium hommes 2016

L'édition 2016 connait plusieurs changements importants. L'association « Embrun Man Organisation », qui organise depuis 1993 sous la présidence de Gérald Iacono l'épreuve, cède la place à « Embruman Triathlon » qui sert de support à la Fédération française de triathlon et qui succède à l'organisation historique. Le parcours course à pied est modifié de manière conséquente, pour résoudre certains problèmes tant de sécurité que de proximité avec les commerçants du tour du plan d'eau. L'édition est assez réduite et se déroule sur une seule journée, celle du 15 août, qui ne voit qu'une seule épreuve de triathlon sur distance M compléter l'affiche, autour du traditionnel Embrunman,
Pour la première fois sur une course de triathlon très longue distance en France, une détection du dopage mécanique est mise en œuvre pendant l'épreuve. Une caméra thermique embarquée a scruté les cadres de vélos des triathlètes pour déceler une éventuelle assistance électrique. Sur les contrôles effectués principalement sur la tête de course, aucune anomalie n'a été signalée.
Cette 33e édition rebaptisée à cette occasion « le mythe » se déroule sous une forte chaleur et le plateau relevé donne lieu un beau spectacle et des affrontements de hauts niveaux. Chez les femmes, les Françaises Charlotte Morel championne de France longue distance en titre et sérieuse prétendante à la victoire, Jeanne Collonge récente vainqueur du triathlon de l’Alpe d'Huez et ayant déjà inscrit son nom deux fois au palmarès de l'épreuve, la Britannique tenante du titre Emma Pooley mais aussi de l'Australienne Carrie Lester multiple vainqueur sur Ironman, ayant fait de la victoire l'objectif de sa saison, sont au départ. L'Australienne remporte finalement la victoire en établissent un premier et nouveau record féminin sur ce parcours au marathon modifié en 10 h 46 min 26 s, Charlotte Morel prend la seconde place à deux minutes et une autre Française Camille Deligny prend la troisième place du podium en 10 h 56 min 5 s. La tenante du titre Emma Pooley tout juste de retour de l'épreuve olympique de contre-la-montre à Rio de Janeiro et malgré de gros efforts ne réussit pas à rivaliser et finit par abandonner, tout comme Jeanne Collonge à la suite de douleurs gastriques et à une sévère déshydratation pendant le marathon.
Chez les hommes le Sud-Africain James Cunnama ajoute enfin ce titre à son prestigieux palmarès après quatre places sur le podium entre 2009 et 2015. Le Français Étienne Diemunsch et le tenant du record de l'épreuve Hervé Faure prendront les commandes de la course au sortir de la natation, pris en chasse par le Sud-Africain qui dans une démonstration de force, rejoint la tête de course au pied de l'Izoard. Au retour à la seconde transition, le Français conserve une minute cinquante d'avance sur le Sud-Africain. Rapidement la fraicheur physique dont fait état James Cunnama, lui permet de combler son retard et de prendre le contrôle de la course au 7e kilomètre du marathon. Avance qui ne cesse de grandir jusqu’à la ligne d'arrivée que le triathlète multiple vainqueur d'épreuves internationales franchit en premier pour la première fois. Le tenant du titre Andrej Vistica, réussit à prendre la seconde place et la troisième est remportée par l'Espagnol Gustavo Rodríguez Iglesias, tous trois réalisant l'épreuve en moins de 10 heures de course,.

### 2017:  nouveau record de victoire

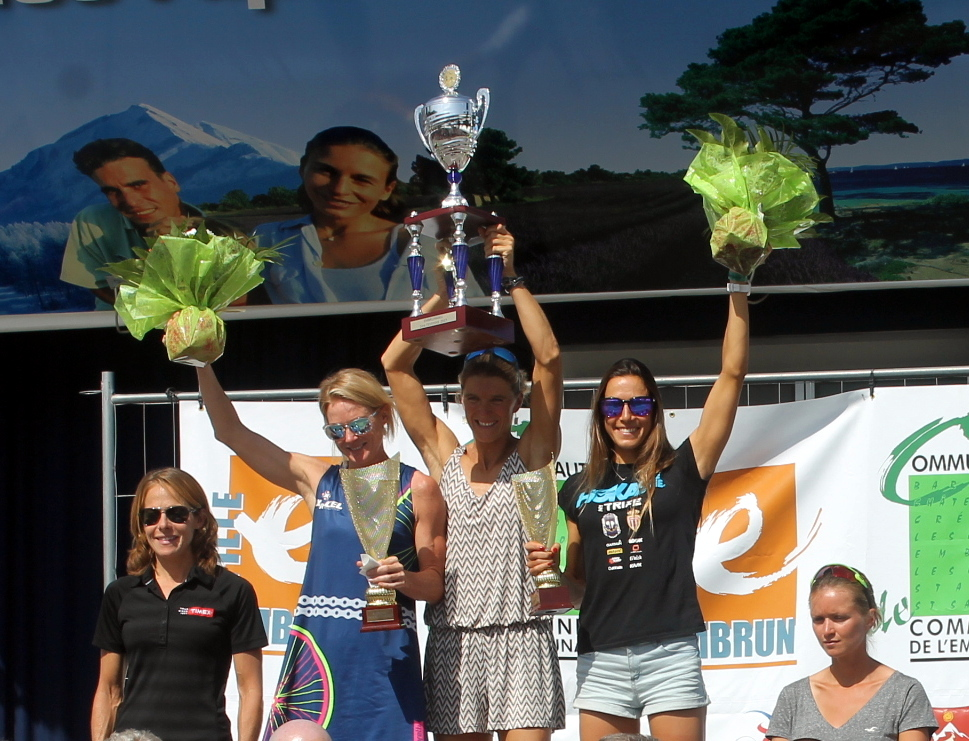
Podium femmes Embrunman 2017

L'édition 2017, 34e du nom est marquée par une nouvelle victoire de l'Espagnol Marcel Zamora Pérez, qui avec un sixième réalisation devient l'homme le plus titré sur l'épreuve. Record qu'il partage jusqu'alors avec le français Yves Cordier quintuple vainqueur. Il s'impose dès le départ de la partie vélo après une natation dans le peloton de tête, creusant des écarts jamais comblés avec ses concurrents. Il passe la ligne d'arrivée dans l'émotion et annonce sa dernière participation sur cette ultime et prestigieuse victoire. Le podium est complété par le Croate Andrej Vistica, deuxième comme l'année précédente, et le Slovène Jaroslav Kovacic. Chez les féminines, la française Charlotte Morel seconde lors de l'édition 2016, prend la tête de course dès la partie natation et garde le contrôle de la course et sur ses concurrentes sur le circuit cycliste. Elle pose le vélo à la seconde transition avec plus de six minutes d'avance sur la Belge Tine Deckers quintuple vainqueur de l'Ironman France et plus de dix sur l’Australienne Carrie Lester tenante du titre. Cette avance reste toutefois insuffisante devant l’expérience et le rythme de la Belge durant le marathon, qui prend la tête et s'impose pour ajouter un nouveau titre majeur à son prestigieux palmarès. Elle réalise cette performance pour son ultime saison en tant que professionnelle. La tenante du titre Carrie Lester prend la seconde place et Charlotte Morel réussit à conserver une place sur podium pour la seconde année consécutive,.

### 2018:35eédition et nouvelle organisation
2018, voit une rupture entre les instances de la Fédération française de triathlon (FFtri) en tant que co-organisateur et l’organisation historique qui fait le choix d’intégrer à partir de 2019 dans l'évènement, le groupe Amaury Sport Organisation (ASO) pour poursuivre le développement international du triathlon d'Embrun. L'année 2018  devant servir de transition entre les différentes instances,. Toutefois les négociations n'aboutissent pas et l'organisateur historique annonce que l'accord ne se signera pas.
L'édition est remportée par le Belge Diego Van Looy qui participe pour la première fois et réalise une remontée exceptionnelle lors de la dernière épreuve en établissant un nouveau record sur le marathon en 2 h 52. Cette victoire est la première d'un triathlète belge sur la compétition, seule sa compatriote Tine Deckers a réussi à se hisser sur la plus haute marche en 2017,. L'Australienne Carrie Lester signe une seconde victoire après une compétition de haut niveau avec la Française Charlotte Morel qui monte sur le podium pour la troisième fois consécutive. Malgré une chute dans la partie vélo, elle comble son retard dans la partie course à pied qu'elle maitrise parfaitement après avoir repris la Française dans la première boucle du marathon,.

### 2020: annulation Covid 19
La 37e édition de l'épreuve prévue pour le 15 août 2020 est annulée par la préfecture des Hautes-Alpes dont la décision s'appuie sur l'avis défavorable de l'Agence régionale de santé et devant la recrudescence de l'épidémie de COVID-19 en Région Sud. Toutefois l’organisateur historique Gerald Iacono qui déclare avoir engagé de lourds investissements pour permettre le déroulement de l'épreuve dans le respect des règles sanitaires, annonce la déposition d'un référé auprès du tribunal administratif en vue de faire annuler cette décision. Le tribunal administratif de Marseille rejette la requête de l'organisateur historique et confirme l'annulation définitive de l'épreuve le 4 août 2020. Renonçant à former un appel de la décision, Gérald Iacono dénonce le manque de soutien des élus locaux.

## Autour de l'Embrunman
Depuis 1988, en complément de l'organisation du triathlon XXL, un triathlon M (distance olympique : 1,5 km de natation, 43,5 km de vélo, 10 km de course à pied) est ajouté au programme. De 1991 à 1997, l'organisation de ce format sert plusieurs fois de support à la coupe du monde de triathlon, une compétition internationale organisée sur onze étapes à travers les cinq continents. À cette occasion le parcours vélo est totalement changé avec une plus grande technicité ainsi qu'un dénivelé de 1 200 m situé majoritairement sur la première partie du parcours.
1991, année où la course courte distance olympique sert pour la première fois de support à la 6e étape de la coupe du monde, voit Mark Allen s'aligner pour la première fois sur le tracé d'Embrun. Il remporte cette épreuve en réalisant les meilleurs temps vélo et course à pied et non sans avoir confié à la presse locale: « Quand j'ai attaqué le vélo et que j'ai vu comme ça montait, je me suis dit que jamais je ne gagnerais ». La course sert de nouveau en 1992 et 1993 de support d'une étape de coupe de monde. Le Britannique Simon Lessing et l’Australien Stephen Forster ainsi que la Néo-Zélandaise Jenny Rose et la Danoise Suzanne Nielsen remportent ces épreuves,.
Le triathlon courte distance d'Embrun est le triathlon organisé en France ayant le plus de fois accueilli une étape de la coupe du monde de triathlon (quatre sélections, la dernière datant de 1997). En 1997, un format longue distance (XL) prend place à côté de l'Embrunman (XXL) et porte le nom d'« Embrun Aise » ; il se pratique sur des distances de 3,8 km de natation, 132 km de vélo et 32,195 km de course à pied, il est organisé jusqu'en 1999.
Au fil des années, l'environnement direct de l'Embrunman voit se mettre en place diverses compétitions de sports enchaînés, support de compétitions nationales (Grand Prix FFTri, Championnats de France) et internationales. Triathlon, duathlon, aquathlon, run and bike, dans divers formats prennent place autour de l'Embrunman.
En 2023, l'organisateur historique, Gérald Iacono annonce, la mise en place de deux nouveaux formats de course usant des mêmes niveaux de difficultés que le format XXL. Une épreuve au format « Half-Embrunman » et un format « Quart-Embrunman ». Les deux formats correspondants dans leurs distances au format des Ironman 70.3 pour le half et courte distance pour le quart.

## Palmarès et record
Les tableaux présentent les résultats des élites hommes et femmes, ainsi que le classement par nation et les records de la compétition depuis sa création. Si seules les élites peuvent prétendre au podium, la majorité des compétiteurs n'ont d'autre but que de franchir la Finishline. Le temps limite officiel de classement est de 17 heures, mais la tradition de l'Embrumnan est d'attendre tous les triathlètes qui passent la dernière barrière horaire et qui franchissent la ligne d'arrivée. Tous les finishers sont surnommés « Embrunman ou  Embrunwoman » et sont dotés d'un maillot distinctif différent chaque année depuis la création de la compétition.

### Hommes

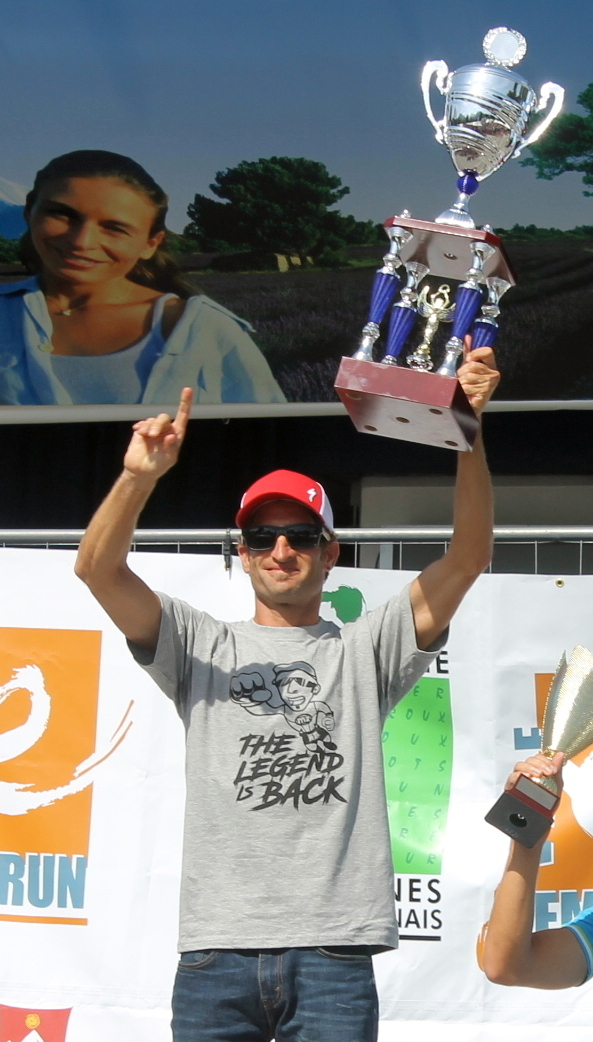
Marcel Zamora, sextuple vainqueur en 2017.

| Année | Médaille d'or                          | Médaille d'or                          | Médaille d'argent                      | Médaille d'argent                      | Médaille de bronze                     | Médaille de bronze                     |
| Année | Triathlète                             | Temps                                  | Triathlète                             | Temps                                  | Triathlète                             | Temps                                  |
| ----- | -------------------------------------- | -------------------------------------- | -------------------------------------- | -------------------------------------- | -------------------------------------- | -------------------------------------- |
| 2025  | Louis Richard                          | 9 h 17 min 39 s                        | Thomas Steger                          | 9 h 24 min 40 s                        | Jordi Montraveta                       | 9 h 28 min 24 s                        |
| 2024  | Louis Richard                          | 9 h 30 min 41 s                        | Clément Grandy                         | 9 h 35 min 4 s                         | Simon Viain                            | 9 h 36 min 54 s                        |
| 2023  | Arthur Horseau                         | 9 h 14 min 9 s                         | Niek Heldoorn                          | 9 h 35 min 55 s                        | Andrej Vistica                         | 9 h 56 min 53 s                        |
| 2022  | Niek Heldoorn                          | 9 h 30 min 0 s                         | Kennett Peterson                       | 9 h 30 min 41 s                        | Andrej Vistica                         | 9 h 32 min 58 s                        |
| 2021  | Léon Chevalier                         | 9 h 28 min 18 s                        | Étienne Diemunsch                      | 9 h 38 min 7 s                         | Andrej Vistica                         | 9 h 38 min 27 s                        |
| 2020  | Épreuve annulée pour cause de Covid-19 | Épreuve annulée pour cause de Covid-19 | Épreuve annulée pour cause de Covid-19 | Épreuve annulée pour cause de Covid-19 | Épreuve annulée pour cause de Covid-19 | Épreuve annulée pour cause de Covid-19 |
| 2019  | William Mennesson                      | 9 h 48 min 6 s                         | Andrej Vistica                         | 9 h 52 min 14 s                        | Victor Del Corral Morales              | 9 h 53 min 49 s                        |
| 2018  | Diego Van Looy                         | 9 h 45 min 54 s                        | Jaroslav Kovačič                       | 9 h 49 min 47 s                        | Gwenaël Ouillères                      | 9 h 57 min 24 s                        |
| 2017  | Marcel Zamora Pérez (6/6)              | 9 h 43 min 13 s                        | Andrej Vistica                         | 9 h 47 min 39 s                        | Jaroslav Kovačič                       | 9 h 48 min 38 s                        |
| 2016  | James Cunnama                          | 9 h 35 min 45 s                        | Andrej Vistica                         | 9 h 50 min 54 s                        | Gustavo Rodríguez Iglesias             | 9 h 59 min 30 s                        |
| 2015  | Andrej Vistica                         | 9 h 44 min 45 s                        | Victor Del Corral Morales              | 9 h 56 min 49 s                        | James Cunnama                          | 9 h 57 min 39 s                        |
| 2014  | Marcel Zamora Pérez (5/6)              | 10 h 2 min 32 s                        | Todd Skipworth                         | 10 h 10 min 46 s                       | Hervé Faure                            | 10 h 14 min 35 s                       |
| 2013  | Marcel Zamora Pérez (4/6)              | 9 h 42 min 20 s                        | Hervé Faure                            | 9 h 54 min 32 s                        | James Cunnama                          | 9 h 58 min 26 s                        |
| 2012  | Marcel Zamora Pérez (3/6)              | 9 h 39 min 23 s                        | Victor Del Corral Morales              | 9 h 48 min 3 s                         | David Dellow                           | 9 h 52 min 23 s                        |
| 2011  | Hervé Faure (3/3)                      | 9 h 34 min 10 s                        | Julien Loy                             | 9 h 37 min 53 s                        | Victor Del Corral Morales              | 9 h 42 min 20 s                        |
| 2010  | Marcel Zamora Pérez (2/6)              | 9 h 38 min 49 s                        | James Cunnama                          | 9 h 45 min 46 s                        | Victor Del Corral Morales              | 10 h 3 min 23 s                        |
| 2009  | Marcel Zamora Pérez (1/6)              | 9 h 39 min 45 s                        | Hervé Faure                            | 9 h 49 min 7 s                         | James Cunnama                          | 9 h 50 min 30 s                        |
| 2008  | Xavier Le Floch                        | 10 h 6 min 35 s                        | Stephen Bayliss                        | 10 h 9 min 7 s                         | Marcel Zamora Pérez                    | 10 h 17 min 44 s                       |
| 2007  | Hervé Faure (2/3)                      | 9 h 48 min 58 s                        | Patrick Bringer                        | 10 h 7 min 33 s                        | Sébastien Berlier                      | 10 h 16 min 29 s                       |
| 2006  | Hervé Faure (1/3)                      | 9 h 54 min 31 s                        | Reinaldo Colucci                       | 10 h 0 min 22 s                        | François Chabaud                       | 10 h 3 min 29 s                        |
| 2005  | Félix Rubio Martínez (4/4)             | 9 h 59 min 32 s                        | Gilles Reboul                          | 10 h 14 min 3 s                        | Patrick Bringer                        | 10 h 15 min 51 s                       |
| 2004  | Félix Rubio Martínez (3/4)             | 10 h 2 min 43 s                        | François Chabaud                       | 10 h 10 min 24 s                       | Thierry Claes                          | 10 h 18 min 30 s                       |
| 2003  | Cyrille Neveu                          | 9 h 59 min 21 s                        | Félix Rubio Martínez                   | 10 h 6 min 19 s                        | Patrick Bringer                        | 10 h 10 min 57 s                       |
| 2002  | Félix Rubio Martínez (2/4)             | 10 h 7 min 41 s                        | Gilles Reboul                          | 10 h 13 min 22 s                       | Yves Cordier                           | 10 h 14 min 47 s                       |
| 2001  | Félix Rubio Martínez (1/4)             | 9 h 57 min 37 s                        | Yves Cordier                           | 10 h 0 min 47 s                        | Fabrice Bitteaud                       | 10 h 7 min 40 s                        |
| 2000  | François Chabaud                       | 10 h 1 min 49 s                        | Yves Cordier                           | 10 h 7 min 38 s                        | Gilles Reboul                          | 10 h 14 min 42 s                       |
| 1999  | Yves Cordier (5/5)                     | 10 h 14 min 49 s                       | Fabrice Bitteaud                       | 10 h 27 min 47 s                       | Eric Pinna                             | 10 h 40 min 37 s                       |
| 1998  | Yves Cordier (4/5)                     | 10 h 19 min 51 s                       | Jan Floris Koole                       | 10 h 36 min 49 s                       | Danilo Palmucci                        | 10 h 41 min 18 s                       |
| 1997  | Philippe Lie (3/3)                     | 10 h 20 min 26 s                       | Jan Floris Koole                       | 10 h 35 min 35 s                       | Charles Van de Ven                     | 10 h 37 min 5 s                        |
| 1996  | Jan Floris Koole                       | 10 h 24 min 48 s                       | Fenger Morten                          | 10 h 26 min 20 s                       | Philippe Lie                           | 10 h 40 min 10 s                       |
| 1995  | Philippe Lie (2/3)                     | 10 h 8 min 53 s                        | Jan Floris Koole                       | 10 h 36 min 17 s                       | Phillipe Devisscher                    | 10 h 37 min 17 s                       |
| 1994  | Yves Cordier (3/5)                     | 10 h 10 min 47 s                       | Grzegorz Zgliczynski                   | 10 h 21 min 51 s                       | Zdeněk Zmeškal                         | 10 h 41 min 48 s                       |
| 1993  | Philippe Lie (1/3)                     | 10 h 8 min 1 s                         | Rob Barel                              | 10 h 8 min 25 s                        | Mark Koks                              | 10 h 10 min 12 s                       |
| 1992  | Pim Van den Bos                        | 10 h 9 min 3 s                         | Serge Rivière                          | 10 h 12 min 19 s                       | John Knight                            | 10 h 15 min 46 s                       |
| 1991  | Scott Molina                           | 10 h 20 min 37 s                       | Pin Van Den Bos                        | 10 h 42 min 19 s                       | Jean-Christophe Roche                  | 10 h 43 min 14 s                       |
| 1990  | Gábor Klockl (2/2)                     | 10 h 31 min 9 s                        | Marc Martin                            | 10 h 37 min 26 s                       | Gérard Honnorat                        | 10 h 46 min 29 s                       |
| 1989  | Gábor Klockl (1/2)                     | 9 h 49 min 58 s                        | Jos Everts                             | 9 h 55 min 45 s                        | Rick Hellard                           | 10 h 5 min 30 s                        |
| 1988  | Yves Cordier (2/5)                     | 10 h 13 min 36 s                       | Jean-Luc Capogna                       | 10 h 33 min 43 s                       | Danilo Palmucci                        | 10 h 44 min 56 s                       |
| 1987  | Yves Cordier (1/5)                     | 10 h 19 min 16 s                       | Henri Kiens                            | 10 h 41 min 22 s                       | Jean Gabriel Cordier                   | 10 h 49 min 19 s                       |
| 1986  | Dirk Aschmoneit                        | 8 h 25 min 0 s                         | Grégoire Millet                        | 8 h 25 min 37 s                        | Yves Cordier                           | 8 h 34 min 17 s                        |
| 1985  | Alain Dallenbach Thomas Yeltsh         | 4 h 16 min 43 s (ex-æquo)              |                                        |                                        | Karel Blondeel                         | 4 h 19 min 10 s                        |
| 1984  | Gérard Honnorat                        | 2 h 0 min 45 s                         | André Durando                          | 2 h 5 min 15 s                         | Jean Pierre Desfaudes                  | 2 h 6 min 0 s                          |

### Femmes

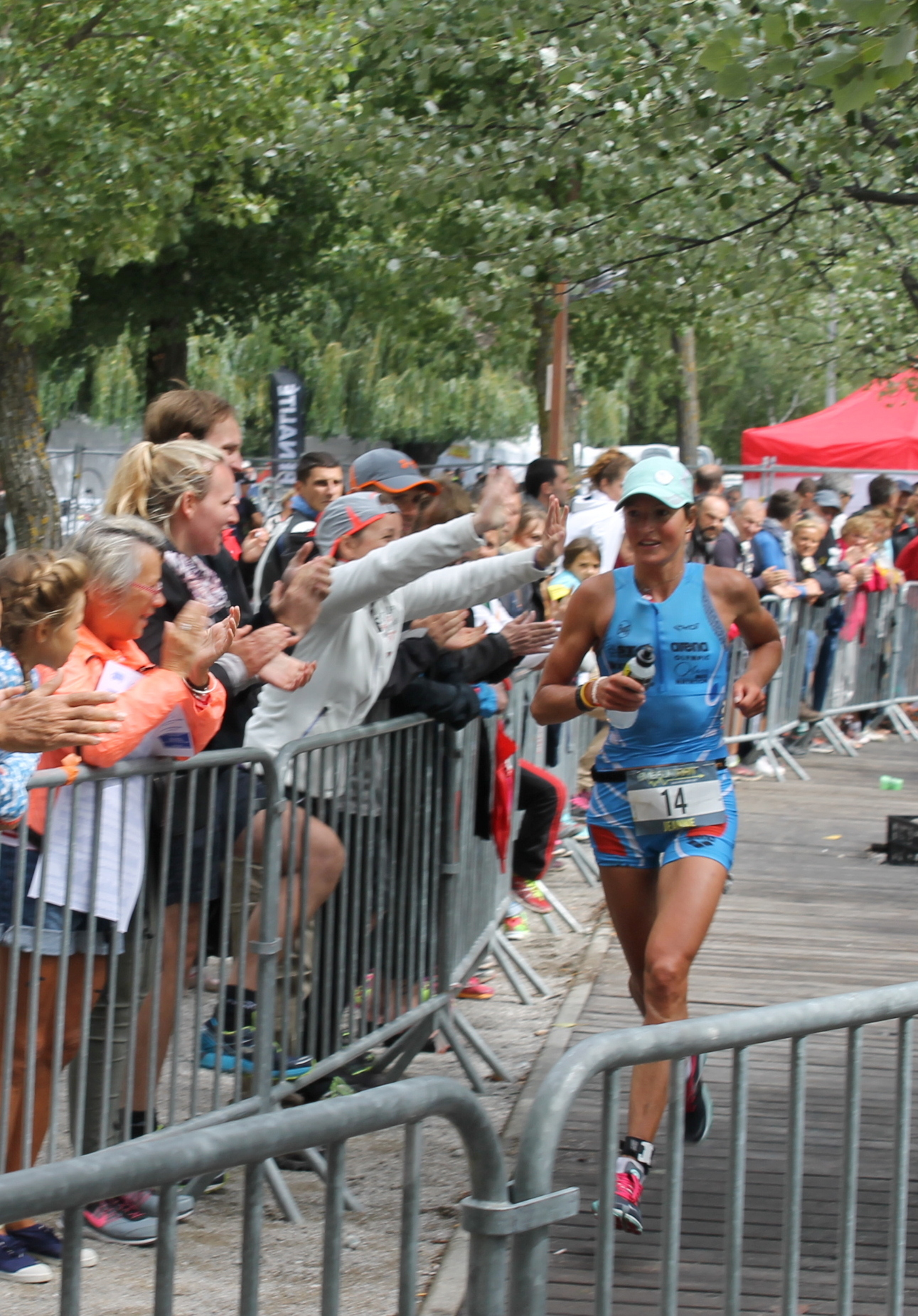
Jeanne Collonge, triple vainqueur 2012-13-23.

| Année | Médaille d'or                            | Médaille d'or                          | Médaille d'argent                      | Médaille d'argent                      | Médaille de bronze                     | Médaille de bronze                     |
| Année | Triathlète                               | Temps                                  | Triathlète                             | Temps                                  | Triathlète                             | Temps                                  |
| ----- | ---------------------------------------- | -------------------------------------- | -------------------------------------- | -------------------------------------- | -------------------------------------- | -------------------------------------- |
| 2025  | Alanis Siffert                           | 10 h 28 min 19 s                       | Nina Derron                            | 10 h 32 min 40 s                       | Merle Brunnee                          | 10 h 48 min 36 s                       |
| 2024  | Emma Bilham                              | 10 h 54 min 44 s                       | Nina Derron                            | 11 h 1 min 33 s                        | Nikita Paskiewiez                      | 11 h 24 min 38 s                       |
| 2023  | Jeanne Collonge (3/3)                    | 11 h 0 min 5 s                         | Emma Bilham                            | 11 h 18 min 58 s                       | Julie Iemolo                           | 11 h 32 min 47 s                       |
| 2022  | Bárbara Riveros Díaz \| 10 h 39 min 28 s | Justine Mathieux                       | 10 h 56 min 9 s                        | Jeanne Collonge                        | 10 h 59 min 29 s                       |                                        |
| 2021  | Carrie Lester (3/3)                      | 11 h 6 min 23 s                        | Marion Sicot                           | 11 h 44 min 46 s                       | Gabriella Zelinka                      | 11 h 45 min 31 s                       |
| 2020  | Épreuve annulée pour cause de Covid 19   | Épreuve annulée pour cause de Covid 19 | Épreuve annulée pour cause de Covid 19 | Épreuve annulée pour cause de Covid 19 | Épreuve annulée pour cause de Covid 19 | Épreuve annulée pour cause de Covid 19 |
| 2019  | Judith Corachán                          | 10 h 54 min 7 s                        | Tine Deckers                           | 11 h 0 min 30 s                        | Alexandra Tondeur                      | 11 h 5 min 37 s                        |
| 2018  | Carrie Lester (2/3)                      | 10 h 51 min 43 s                       | Charlotte Morel                        | 11 h 6 min 28 s                        | Judith Corachán                        | 11 h 20 min 34 s                       |
| 2017  | Tine Deckers                             | 10 h 51 min 14 s                       | Carrie Lester                          | 10 h 54 min 36 s                       | Charlotte Morel                        | 11 h 4 min 19 s                        |
| 2016  | Carrie Lester (1/3)                      | 10 h 46 min 26 s                       | Charlotte Morel                        | 10 h 48 min 58 s                       | Camille Deligny                        | 10 h 56 min 5 s                        |
| 2015  | Emma Pooley                              | 10 h 57 min 56 s                       | Jeanne Collonge                        | 11 h 34 min 51 s                       | Linda Guinoiseau                       | 11 h 35 min 25 s                       |
| 2014  | Eimear Mullan                            | 11 h 29 min 36 s                       | Isabelle Ferrer                        | 11 h 34 min 57 s                       | Ester Hernàndez                        | 11 h 53 min 43 s                       |
| 2013  | Jeanne Collonge (2/3)                    | 10 h 56 min 43 s                       | Céline Schärer                         | 11 h 21 min 52 s                       | Eimear Mullan                          | 11 h 27 min 28 s                       |
| 2012  | Jeanne Collonge (1/3)                    | 11 h 7 min 9 s                         | Isabelle Ferrer                        | 11 h 40 min 43 s                       | Erika Csomor                           | 11 h 48 min 4 s                        |
| 2011  | Erika Csomor                             | 11 h 15 min 40 s                       | Isabelle Ferrer                        | 11 h 31 min 33 s                       | Alexandra Louison                      | 11 h 44 min 4 s                        |
| 2010  | Tereza Macel                             | 11 h 20 min 9 s                        | Isabelle Ferrer                        | 11 h 49 min 17 s                       | Alexandra Louison                      | 11 h 51 min 6 s                        |
| 2009  | Bella Bayliss Commerford (3/3)           | 11 h 2 min 48 s                        | Erika Csomor                           | 11 h 20 min 13 s                       | Alexandra Louison                      | 11 h 36 min 14 s                       |
| 2008  | Bella Bayliss Commerford (2/3)           | 11 h 26 min 6 s                        | Audrey Cléau                           | 11 h 44 min 22 s                       | Aline Choretier                        | 12 h 35 min 59 s                       |
| 2007  | Audrey Cléau                             | 11 h 57 min 39 s                       | Alexandra Louison                      | 12 h 8 min 16 s                        | Estelle Leroi                          | 12 h 59 min 4 s                        |
| 2006  | Estelle Leroi (2/2)                      | 11 h 56 min 36 s                       | Bella Bayliss Commerford               | 12 h 6 min 54 s                        | Cécile Clastrier                       | 12 h 16 min 37 s                       |
| 2005  | Estelle Leroi (1/2)                      | 12 h 17 min 25 s                       | Hélène Pietrenko                       | 12 h 40 min 54 s                       | Rossane Monese                         | 12 h 48 min 57 s                       |
| 2004  | Estelle Patou                            | 12 h 26 min 19 s                       | Olonska Van der Meer                   | 12 h 57 min 15 s                       | Réjane Deprost                         | 13 h 12 min 36 s                       |
| 2003  | Catherine Houseaux (2/2)                 | 11 h 55 min 39 s                       | Estelle Patou                          | 12 h 29 min 0 s                        | Olonska Van der Meer                   | 12 h 48 min 0 s                        |
| 2002  | Bella Bayliss Commerford (1/3)           | 11 h 41 min 56 s                       | Catherine Houseaux                     | 12 h 4 min 0 s                         | Edith Gerards                          | 13 h 14 min 58 s                       |
| 2001  | Isabelle Mouthon                         | 11 h 55 min 0 s                        | Béatrice Mouthon                       | 12 h 9 min 15 s                        | Catherine Houseaux                     | 12 h 20 min 13 s                       |
| 2000  | Bianca Van Djik                          | 12 h 10 min 42 s                       | Claire Parinet                         | 12 h 46 min 55 s                       | Catherine Houseaux                     | 12 h 47 min 50 s                       |
| 1999  | Pascale Lafosse                          | 12 h 46 min 2 s                        | Véronique Matur                        | 13 h 9 min 22 s                        | Sylvaine Simon                         | 13 h 58 min 42 s                       |
| 1998  | Barbara Alber (2/2)                      | 12 h 23 min 55 s                       | Emmanuelle Cosuse                      | 12 h 35 min 55 s                       | Emmanuelle Grisius                     | 13 h 34 min 18 s                       |
| 1997  | Catherine Houseaux (1/2)                 | 12 h 32 min 11 s                       | Véronique Matur                        | 13 h 3 min 1 s                         | Anne Sauvenet                          | 13 h 41 min 35 s                       |
| 1996  | Gayle Watson (2/2)                       | 12 h 24 min 5 s                        | Barbara Alber                          | 13 h 7 min 32 s                        | Véronique Matur                        | 13 h 33 min 31 s                       |
| 1995  | Barbara Alber (1/2)                      | 13 h 5 min 0 s                         | Dina Bilbao                            | 13 h 50 min 59 s                       | Valérie Sinko                          | 15 h 0 min 49 s                        |
| 1994  | Gayle Watson (1/2)                       | 12 h 27 min 47 s                       | Emmanuelle Grisius                     | 13 h 18 min 3 s                        | Olivia Tschanz                         | 16 h 3 min 59 s                        |
| 1993  | Anne-Marie Rouchon                       | 11 h 37 min 51 s                       | Élisabeth Poncelet                     | 12 h 3 min 16 s                        | Katlika Wiltenborg                     | 12 h 13 min 55 s                       |
| 1992  | Tracey Ellingham                         | 12 h 1 min 41 s                        | Gayle Watson                           | 12 h 18 min 16 s                       | Dominique Damiani                      | 12 h 52 min 14 s                       |
| 1991  | Dominique Damiani (2/2)                  | 13 h 33 min 55 s                       | Marion Van Boven                       | 14 h 4 min 47 s                        | Joke Keuning                           | 14 h 17 min 21 s                       |
| 1990  | Dominique Damiani (1/2)                  | 13 h 26 min 30 s                       | Sylvie Dupuy                           | 14 h 4 min 55 s                        | Marie-Paule Grab                       | 14 h 34 min 54 s                       |
| 1989  | Marion Van Boven                         | 13 h 38 min 38 s                       | Kenny Joke                             | 13 h 44 min 40 s                       | Florence Leduc                         | 17 h 15 min 12 s                       |
| 1988  | Chantal Malherbe                         | 13 h 14 min 24 s                       |                                        |                                        |                                        |                                        |
| 1987  | Rita Keitmann                            | 14 h 15 min 9 s                        |                                        |                                        |                                        |                                        |
| 1986  | Nadia Cédolin                            | 12 h 24 min 0 s                        | Pascale Lafosse                        | 12 h 30 min 47 s                       |                                        |                                        |
| 1985  | Odile Lagarde                            | 5 h 16 min 36 s                        | Iris Weiss                             | 5 h 29 min 48 s                        | Nadia Cédolin                          | 5 h 41 min 46 s                        |

### Par nation et records
| Rang   | Nation      | Total  | Rang   | Nation         | Total  |
| Femmes | Femmes      | Femmes | Hommes | Hommes         | Hommes |
| ------ | ----------- | ------ | ------ | -------------- | ------ |
| 1      | France      | 17     | 1      | France         | 19     |
| 2      | Australie   | 6      | 2      | Espagne        | 10     |
| 3      | Royaume-Uni | 4      | 3      | Pays-Bas       | 3      |
| 4      | Allemagne   | 3      | 4      | Danemark       | 2      |
| 5      | Pays-Bas    | 2      | 5      | Afrique du Sud | 1      |
| 6      | Belgique    | 1      | 5      | Allemagne      | 1      |
| 6      | Chili       | 1      | 5      | Belgique       | 1      |
| 6      | Espagne     | 1      | 5      | Croatie        | 1      |
| 6      | Hongrie     | 1      | 5      | Suisse         | 1      |
| 6      | Irlande     | 1      | 5      | États-Unis     | 1      |
| 6      | Tchéquie    | 1      |        |                |        |
| 6      | Suisse      | 1      |        |                |        |

| Record                       | Triathlète               | Année                         | Donnée           |                |
| ---------------------------- | ------------------------ | ----------------------------- | ---------------- | -------------- |
| Record de victoires - Hommes | Marcel Zamora Pérez      | 2009-2010-2012-2013-2014-2017 | 6                |                |
| Record de victoires - Femmes | Bella Bayliss Commerford | 2002-2008-2009                | 3                |                |
| Record de victoires - Femmes | Carrie Lester            | 2016-2018-2021                | 3                |                |
| Record de victoires - Femmes | Jeanne Collonge          | 2012-2013-2023                | 3                |                |
| Record de temps - Hommes     | Arthur Horseau           | 2023                          | 9 h 14 min 9 s   | 9 h 14 min 9 s |
| Record de temps - Femmes     |                          |                               |                  |                |
| Bárbara Riveros Díaz         | 2022                     | 10 h 39 min 28 s              | 10 h 39 min 28 s |                |

## Parcours de l'Embrunman

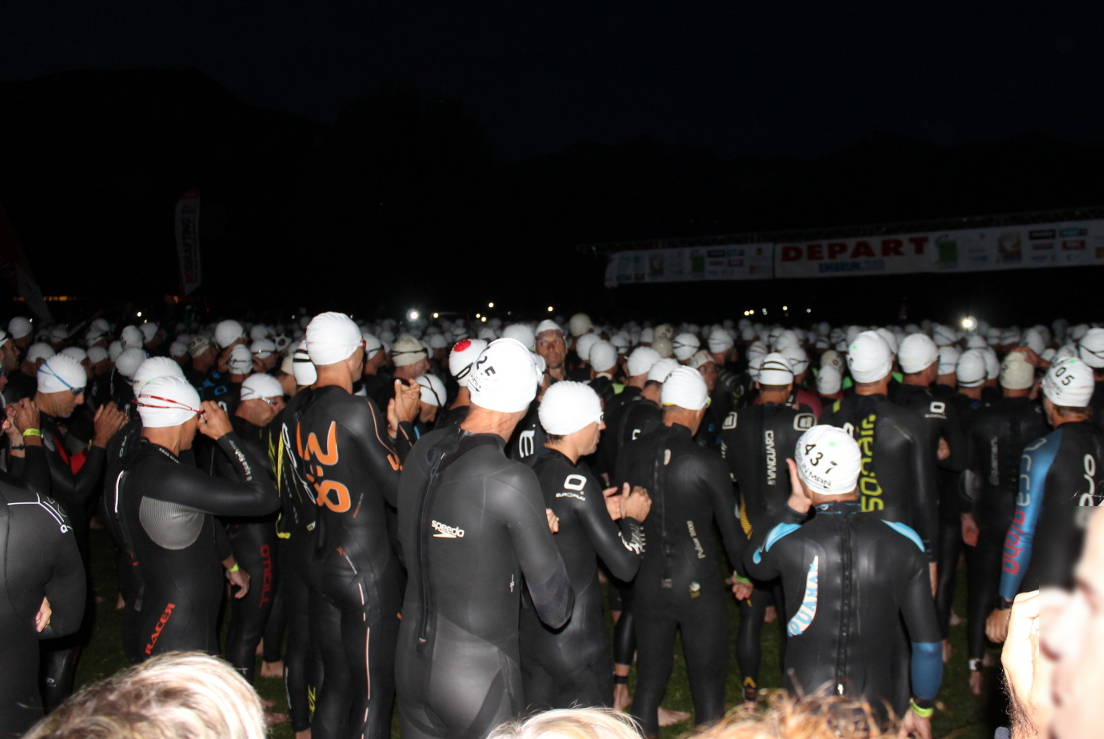
Départ nocturne de l'Embrunman 2014.

Une des premières particularités et difficultés de l'Embrunman réside dans le départ de l'épreuve de natation. Celui-ci se fait de nuit, sur le principe d'un départ massif (mass start) par genre, les femmes commençant la course à 5 heures 50 et les hommes à 6 heures. La natation s'effectue dans le plan d'eau de la ville d'Embrun en bordure du Lac de Serre-Ponçon, en deux boucles de 1,9 km sans sortie « à l'australienne ». Une première barrière temps est posée en sortie de la partie natation, que tous les concurrents doivent achever avant 8 heures 15, sous peine d'élimination directe.

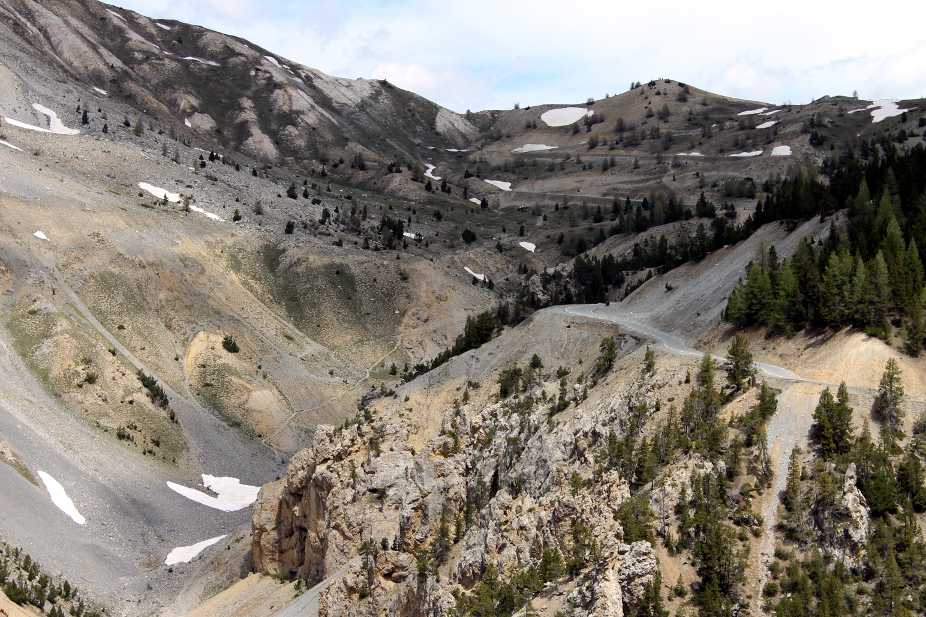
La Casse Déserte dans le col d'Izoard.

Le parcours cycliste est classé parmi les parcours à haute difficulté avec ses 186,5 km assortis de 3 600 mètres de dénivelé positif, ce tracé mis en œuvre en 1990 étant toujours le même en 2016. Au sortir de l'aire de transition, les triathlètes empruntent la route des Puys en direction de la commune de Réallon et doivent rapidement grimper des côtes de 7 à 9 % de déclivité pendant une quinzaine de kilomètres. Cette première difficulté se termine par un « mur » d'une cinquantaine de mètres à près de 19 %. La descente s'effectue en direction de Savines-le-Lac puis les concurrents prennent la direction de Crots et de Baratier sur un parcours vallonné et terminent ce premier segment de 42 km environ qui sert également de parcours au triathlon M. Au sortir de la commune de Baratier, le parcours remonte vers Saint-André-d'Embrun, Saint-Clément-sur-Durance et oblique vers Guillestre, emprunte les gorges du Guil en direction de Château-Ville-Vieille puis tourne vers la gauche en direction d'Arvieux. Cette deuxième section du parcours propose un dénivelé positif constant entre 3 et 6 %. À partir d'Arvieux, la première grande difficulté se présente aux concurrents avec l’ascension du col d'Izoard et de ses 2 360 mètres d'altitude, et s'accentue à partir de Brunissard, qui présente des pourcentages de pente de l'ordre de 9 à 16 % selon les passages. Au sommet de ce col qui correspond au kilomètre 98 de la course, un poste de ravitaillement sert également de barrière temps, les concurrents devant avoir franchi celle-ci avant 13 heures 10. La descente, technique tout d'abord, est rapide ensuite jusqu'à Briançon. Le retour vers Embrun s'effectue sur la rive droite de la Durance où la côte des Vigneaux, mais surtout celle redoutable de Pallon à hauteur de la commune de La Roche-de-Rame, avec ses 2,4 kilomètres à 12 % en ligne quasi droite, attendent les concurrents, avant de plonger vers Embrun. C'est au kilomètre 172, à Pont-Neuf, que se situe la troisième barrière temps, à franchir avant 16 h 15. Enfin les triathlètes prennent la direction de la dernière grande difficulté du circuit et vont gravir la côte de Chalvet, surnommée « la bête ». Celle-ci est longue de trois kilomètres et présente des pourcentages de pente de 9 à 12 %. Ils retournent ensuite vers l'aire de transition où une ultime barrière temps est fixée pour le parcours cycliste à 17 heures 15,.
Le marathon, à l'instar du parcours vélo, se classe dans la catégorie haute difficulté avec ses 42,195 km. Jusqu'en 2015, il s'effectue en deux boucles de 21,1 km  assortis d'un dénivelé positif de 440 mètres. Une barrière temps impose aux concurrents la fin de la première boucle avant 20 heures. Au sortir de l'aire de transition les triathlètes débutent par un tour du plan d'eau d'Embrun avant de prendre la direction du centre-ville où une première montée abrupte les attend. Le parcours ressort de la ville pour prendre la direction de Pont-Neuf puis remonte vers la commune adjacente de Baratier. Le parcours retourne enfin vers Embrun où les triathlètes retrouvent la digue pour un nouveau tour du plan d'eau en sens inverse. Il se poursuit par un premier passage à gauche de la ligne d'arrivée où les triathlètes récupèrent le marqueur de fin du 1er tour et sont autorisés à s’élancer pour le tour final.
À partir de 2016, le parcours du marathon est modifié. Il s'effectue en trois boucles au lieu de deux, ne fait plus le tour du plan d'eau et ne traverse plus la commune de Baratier. Le circuit reste concentré dans la ville d'Embrun et sur les digues de la Durance et rajoute de fait une troisième montée de la côte des Chamois  pour accéder au centre-ville et qui porte son dénivelé total à 600 mètres. Deux nouvelles barrières temps, à 19 h 15 pour la fin du premier tour et 21 h 15 pour la fin du second, sont mises en œuvre. Cette difficulté supplémentaire est palliée par un allongement du délai de temps de course général de 30 minutes. La fin du chronométrage officiel se fait à 23 h au lieu de 22 h 30 pour les années précédentes, soit un temps total de compétition chronométrée de 17 h.

## Aspects extra-sportifs

### Grille des prix

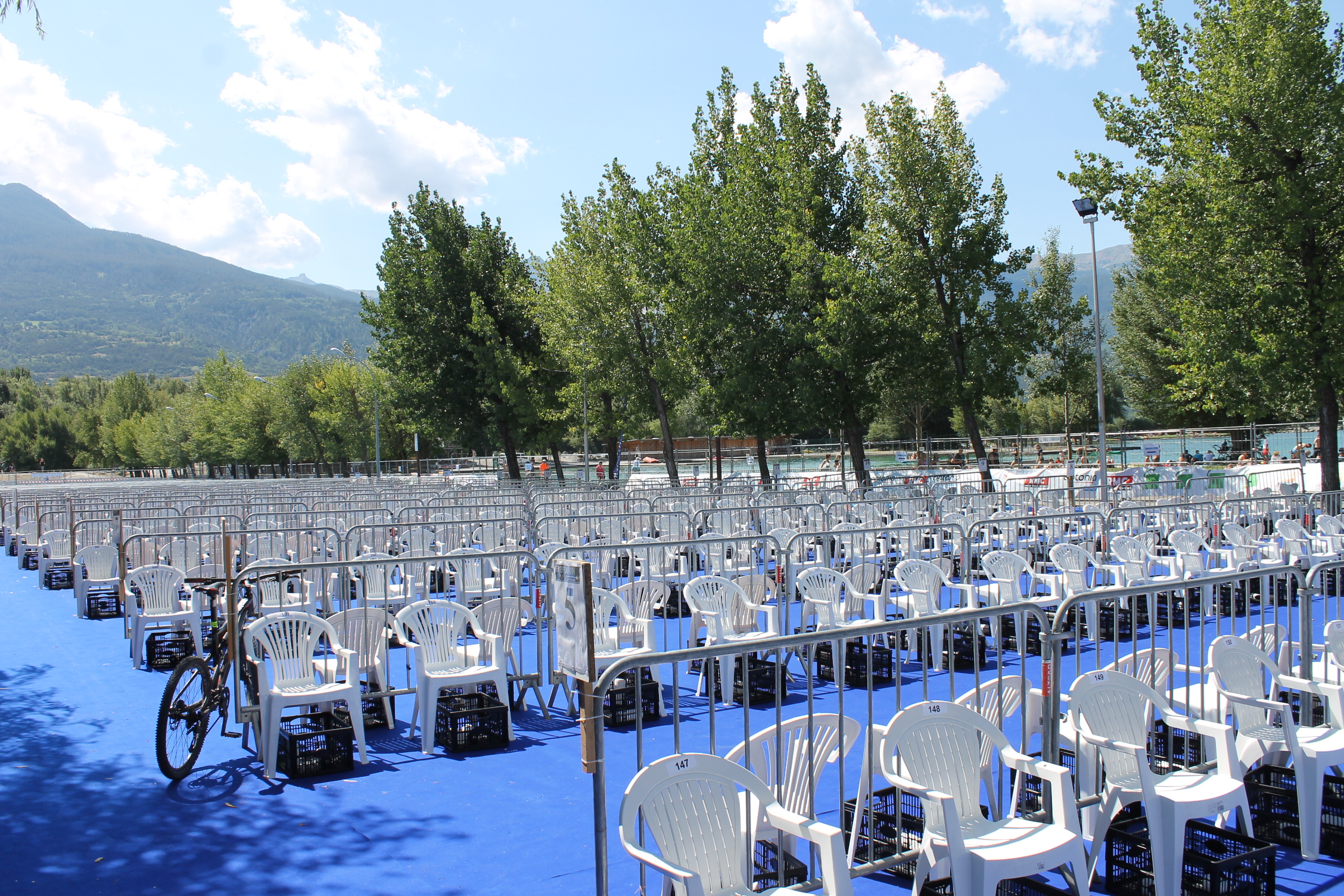
Aire de transition de l'Embrunman

L'Embrunmnan est une compétition mixte : il n'y a pas de distinction entre hommes et femmes au classement général. Les femmes prennent le départ de la partie natation cinq minutes avant leurs homologues masculins. Une prime financière est allouée aux sept premiers du classement général ainsi qu'aux cinq premières femmes à passer la ligne d'arrivée. Des récompenses honorifiques sont allouées aux vétérans et aux clubs de triathlon.
| Classement | Général      | Femmes       | Vétérans Hommes | Vétérans Femmes | Clubs |
| ---------- | ------------ | ------------ | --------------- | --------------- | ----- |
| 1er        | 25 000 euros | 19 000 euros | Coupe           | Coupe           | Coupe |
| 2e         | 15 000 euros | 11 000 euros | Coupe           | Coupe           | Coupe |
| 3e         | 11 000 euros | 9 000 euros  | Coupe           | Coupe           | Coupe |
| 4e         | 9 000 euros  | 6 000 euros  |                 |                 |       |
| 5e         | 8 000 euros  | 3 000 euros  |                 |                 |       |
| 6e         | 5 000 euros  |              |                 |                 |       |
| 7e         | 2 000 euros  |              |                 |                 |       |

### Retombées économiques
Il n'existe pas d’étude indépendante sur les retombées économiques de cet événement sportif. En 1992, Jean-François Bonnet, qui fait partie de l’organisation, a réalisé un sondage auprès de 282 triathlètes sur les 1 250 participants à l'édition longue distance de cette année-là. Les questions portent sur les modes d'hébergement, le nombre d'accompagnateurs et les types de consommations. Il ressort de son analyse que :
- chaque triathlète est accompagné par deux ou trois personnes en moyenne (2,64) ;
- la durée du séjour est de 8,28 jours par compétiteur ;
- l’hébergement se répartit entre hôtel (11 %), location meublée (35 %), camping (46 %), ou d'autres moyens (8 %).

Partant de ces données recueillies, il déduit des estimations des retombées pour l'économie locale qui s’élèveraient à :
- un apport de 4 540 personnes[n 11] dans l'Embrunais (triathlètes et accompagnants) ;
- 37 682 nuitées à prix variables selon le type d'hébergement, pour un chiffre d'affaires moyen de trois millions de francs (456 000 euros).

Les chiffres ne comprenant pas les dépenses en matière de nourriture et de loisirs, Jean-François Bonnet estime « incontestables » les retombées économiques de l'Embrunman à cinq millions de francs (plus de 760 000 euros) en 1992. En 2013, dans une interview audio à la radio locale « Radio Alpine Meilleure (Ram05) », Gérald Iacono évoque ces chiffres et annonce qu'une autre étude devrait être mise en œuvre selon les mêmes principes, les données de 1992 étant largement datées.

### Spectateurs et bénévoles

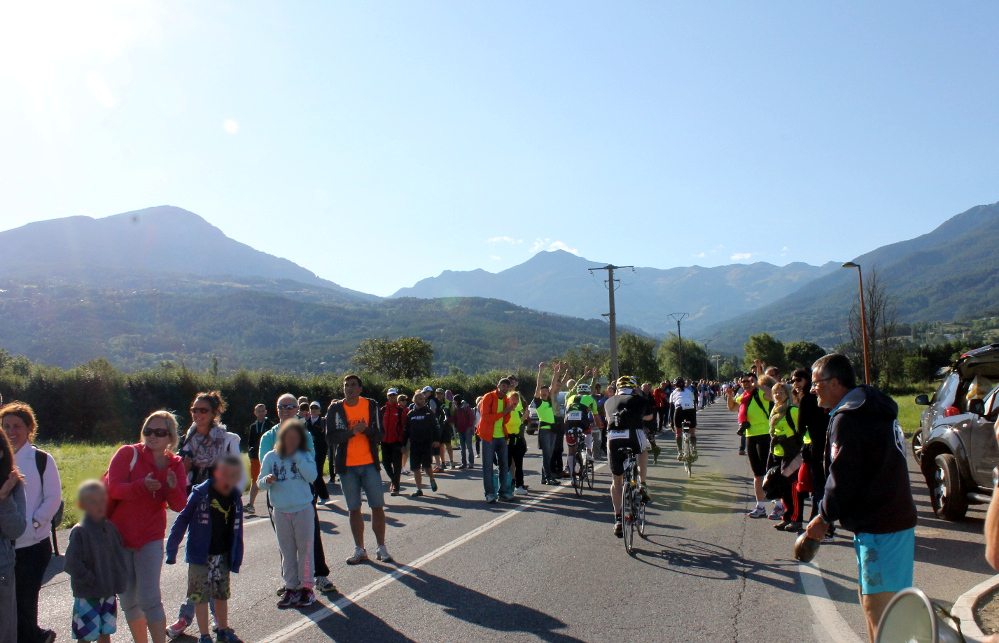
Public sur la partie cycliste de l'Embrunman

L'Embrunman se déroule pendant la période estivale et dans un secteur touristique très fréquenté en cette période ; les compétiteurs bénéficient ainsi d'un soutien populaire important. Le triathlon étant un sport de plein air, les épreuves de toutes distances se déroulent en extérieur, l’accès aux différents parcours, à de rares exceptions près, étant libre et gratuit. Le dénombrement des spectateurs reste donc du domaine de l'évaluation. Certains médias observateurs ainsi que l'organisation estiment à près de 100 000 le nombre de spectateurs présents pendant ces journées de compétitions.
Comme pour l'ensemble des compétitions de triathlon en général, l'Embrunman fait appel à de nombreux bénévoles qui participent à la réussite de l’événement et sécurisent l'environnement des compétiteurs. L'organisation a annoncé pour l'année 2014 la participation de 2 000 bénévoles pendant l'Embrunman et sur les diverses épreuves qui l'entourent .

### Étude sur les abandons
En 2016, le magazine spécialisé Triathlète a rendu publics les résultats d'une étude sur les abandons pendant un triathlon distance Ironman. Cette étude est établie lors de l'édition 2014 de l'Embrunman au regard de la difficulté exceptionnelle des parcours et des conditions météorologiques qui peuvent être extrêmement variables tant sur une partie du parcours, avec le franchissent d'un col de haute montagne, que d'une année sur l'autre. L'Embrunman est également la course XXL sur laquelle le plus grand nombre d'abandons est généralement constaté. La méthode prend en compte, grâce à l’utilisation d’un questionnaire fourni aux compétiteurs, l’ensemble de leurs données de préparation et de pratique de ce type de compétition. Il en ressort que sur 1 174 participants ayant pris le départ cette année, 110 ont abandonné en cours d'épreuve soit 9,5 %, le taux de réponse après l'épreuve est de 69 % et donne les résultats suivants:
- 45 % pour cause de blessures, dont la moitié sont d'origines musculaires ;
- 38 % pour des causes médicales diverses, hypoglycémie, troubles digestifs, problèmes respiratoires ;
- 27 % par épuisement.

Les abandons ont lieu le plus souvent pendant le marathon (à 46 %), puis pour 41 % sur la partie vélo. Les chutes ne représentent que 3 % des abandons. Plus généralement, pour l’édition 2014, 19 des triathlètes ayant abandonné ont nécessité une prise en charge dans un poste de secours (17 %) et neuf ont été hospitalisés (8 %). L'étude fait apparaitre également que le seul facteur de risque d'abandon mis en évidence est corrélé à l'âge du compétiteur et quasi proportionnel à son augmentation.

### Audio-visuel
- Embrun Man 20 ans d'émotions, de Christophe  Rosanvallon, de Mosaïc Productions, coll. « Films de montagne », 15 août 2003, Betacam [présentation en ligne] : Ayant droit Gerald Iacono.